# Charles Warot
Charles François Joseph Warot (Duinkerke, 14 november 1804 – Brussel, 29 juli 1836) was een Belgisch componist en dirigent.
Hij was zoon van Marie Marguerite Batta (achternicht van cellist Alexander Batta) en Charles Joseph Warot (trouwakte Waro)  Broers Victor Warot (en diens zoon Victor) en Adolphe Warot waren eveneens musicus. Zelf was Charles getrouwd met Anne Antoinette Coquerelle.
Hij kreeg zijn muziekopleiding in eerste instantie van zijn vader. Daarna volgde een opleiding bij Alessandro Fridzeri te Antwerpen, een blinde mandolinebespeler. Hij trad als violist op in Antwerpen en Maastricht (geboortsted van moeder), maar stopte al snel met vioolspelen; hij wilde graag zijn brood verdienen met componeren. Het was een natuurtalent, want al op 25-jarige leeftijd werd zijn opera L'aveugle de Clarens ou la vallé suisse (1829) op het podium gebracht; hij schreef uiteindelijk vijf opera’s. Toch stokte zijn loopbaan alweer vroeg; hij voltooide nog drie missen, een requiem en kerkmuziek en een wereldlijke cantate, maar die bleven onuitgegeven.
De Belgische Revolutie gooide roet in het eten; de familie werd door de onafhankelijkheid geruïneerd. Hij accepteerde mede daarom het tweede dirigentschap van de Koninklijke Muntschouwburg (1832-1836); hij was er ook enige tijd violist.
Hij overleed een paar dagen na zijn vader, die op 3 juni overleed.